# 些細なこと
『些細なこと』（ささいなこと、原題：破事兒、英語題：Trivial Matters）は、2007年の香港映画。パン・ホーチョン監督。監督の書いた短編小説を原作とする7本からなるオムニバス映画である。
日本では、2008年の第21回東京国際映画祭「アジアの風」部門で上映後、2011年、監督の最新作『ドリーム・ホーム』劇場公開を記念した特集上映「パン・ホーチョン、お前は誰だ！？」において東京・大阪・名古屋等で上映された。
2013年、再び監督の最新作を含めて特集された「パン・ホーチョン、やっぱりお前は誰だ！？」において東京で再上映されたが、現在のところ日本でのDVD化などの予定はない。

## 出演
第一話 「不可抗力」不可抗力
- ジャン・ラム（林海峰） - 精神科医　※声のみ
- 陳輝虹 - 陳教授（チャン教授）
- クリスタル・ティン（田蕊妮） - 陳太（教授の妻）

第二話 「公共マナー」公德心
- エディソン・チャン（陳冠希）
- ステファニー・チェン（鄭融）

第三話 「祝日」做節
- イーソン・チャン（陳奕迅） - 鄭錦富
- イザベル・チャン（陳逸寧） - 陳惠英
- チャップマン・トウ（杜汶澤） - 鄭錦富の友人
- ジミー・ワン（尹志文） - 警備員

第四話 「タッガー星」德雅星
- ケニー・クァン（關智斌）- 阿池
- アンジェラベイビー（楊穎）- 德雅（タッガー）
- パトリック・タム（譚耀文）- 雑誌編集者
- ヴィンセント・コク（谷德昭） - ※声のみ

第五話 「おかっぱ頭のアワイ」大頭阿慧
- ステフィー・タン（鄧麗欣）- 張可琪（阿琪/ケイ）
- ジリアン・チョン（鍾欣桐）- 鄭詩慧（阿慧/アワイ）
- ジュノ・マック（麥浚龍）- 飛鷹（イーグル）

第六話 「チャージ」增值
- チャップマン・トウ（杜汶澤）- 阿強
- 張錚 - 菲菲
- イーソン・チャン（陳奕迅）　※本人役

第七話 「ジュニア」尊尼亞
- ショーン・ユー（余文樂）- 見習いの殺し屋）
- コンロイ・チャン（陳子聰）- 陳偉楊
- ピーター・カム（金培達）- 黃生（ウォン）
- フォン・シャオガン（馮小剛）- 殺し屋グループの営業マン

## スタッフ
- 監督 - パン・ホーチョン
- 製作 - パン・ホーチョン、チャップマン・トウ
- 脚本 - パン・ホーチョン
- 撮影 - チャーリー・ラム
- 編集 - ウェンダース・リー
- 音楽 - ピーター・カム
- 日本語字幕 - 最上麻衣子

## 参考
- 「ドリーム・ホーム」劇場パンフレット
- 第21回東京国際映画祭 些細なこと
- zh:破事兒